# Tchar Khouneh
Tchar kouneh (en persan چارخونه) est une sitcom de la télévision iranienne diffusée par canal 3 de l'IRIB en 2007. L'histoire de la série tourne autour d'un immeuble de quatre appartements dont un est réservé au propriétaire, M. Djamali et les trois autres sont légués à ses trois filles pour y vivre chacune avec son mari. Il y a 107 épisodes au total.

## Titre
Le titre est un tartan: Tchar khooneh signifie tissu de laine aux "carreaux" de couleurs variées, ou littéralement « quatre maisons ».  Dans le premier épisode, Mme Shokouh Djamali et sa fille, Parastou vivent dans un des appartements, un autre appartement appartient à M. Mansour Djamali quand il est à la «maison de chien» avec sa femme, un appartement est à Rana, la fille de Djamali et son mari, Hamed, et il y a un appartement vacant. Plus tard, on saura qu'en fait l'appartement de M. Djamali appartient à son fils Vahid qui étudie à l'université en Allemagne. Bientôt cet appartement vacant est habité par Farzad Paknedjad et son père,Farokh.

## Synopsis
Mansour Travaille dans une compagnie d'exploitation de volailles et d'œufs où il tente d'obtenir une promotion de gérant. Quand il l'obtient finalement, il rencontre certaines difficultés et il est remplacé par le neveu du patron, Farzad Paknedjad, qui loue un des appartements de Shokouh. Farzad et Parastou commencent à avoir des sentiments l'un envers l'autre et ils se marient par la suite. Parastou est une étudiante de troisième année en psychologie à l'université locale et elle a du plaisir à tester ses connaissances scolaires sur sa famille. Rana est hôtesse de l'air, et Hamed est un chanteur qui rêve et souhaite qu'un jour son talent soit découvert et reconnu par le public. Il chante dans tous les épisodes en attendant le jour où son album sortira et qu'il sera connu. Nazir Shanbeh, concierge flagorneur, qui s'est fait un petit emploi dans l'immeuble grâce à Shokouh. Il est connu pour son accent afghan, ses lamentations exagérées et ses pleurnicheries émouvantes lorsque les choses n'avancent pas à son goût. Malgré de folles aventures que vivent les personnages durant la journée, à la fin ils forment une famille dont les membres s'aiment les uns les autres.

## Distribution
- Reza Shafiei Jam - Hamed
- Hamid Lolayei - Mansour
- Behnoosh Bakhtiari - Parastoo
- Maryam Amirjalali - Shokouh
- Falamak Joneidi - Rana
- Mohammad Shiri - Farokh
- Asghar Heydari - Moradi
- Ardalan Shoja Kaveh - Farzad
- Payam Khajooyei
- Reza Karimi
- Javad Razavian - Nazir Shanbeh
- Sahar Valadbeigi - Hengameh

## Fiche technique
- Réalisateur : Soroush Sehhat
- Producteur : Mohsen Chegini
- Scénaristes : Soroush Sehat, Alireza Bazrafshan, Mohammad Reza Arian, Hamid Barzegar, Rima Raminfar, Alireza Nazer Fasihi, Alireza Kazemnejad